# スティシー・フロード
スティシー・フロード（Stacey Flood、1996年8月5日 - ）は、アイルランドの女子ラグビー選手。

## プロフィール
- アイルランド・ダブリン出身[1]。
- ポジションはスタンドオフ(SO)。
- 身長 170cm、体重 69kg
- 女子アイルランド代表キャップは3。（2024年9月現在）

## 略歴
2024年、パリ五輪の7人制女子アイルランド代表に選ばれた。